# 广济方言
广济方言是湖北省武穴市的地方方言。因武穴市舊稱廣濟縣，故称广济方言。广济方言主要通行於湖北省武穴市境内大部（境东部如莲花塘，太白湖沿岸主要通行黄梅方言。）和江西省瑞昌市码头镇部分地区。

## 概況
武穴市处于西南官话、北方官话、江淮官话地區和赣方言地區交界处，系属复杂，很难划清所属方言种类。近代由于民系的迁徙和普通话的普及，在全国各南方方言的特征不断消除的大背景下，广济方言处于江淮方言和赣方言之间一个模糊而且不断消除的边界中。境内方言分东边音和西边音，大抵东边音保留入声音较明显，而西边音保留尖团音较明显。东边口音主要流传在花桥、龙坪、余川等地，龙坪音较花桥音软，花桥湖区如城塘湖地区有卷舌音现象；西边音以旧县治梅川镇口音为准，主要流传在梅川、武穴、大金、石佛寺、四望、田镇一带，其中田镇湖区如阳城、黄泥湖地区亦有卷舌音现象。

## 地方歷史背景
广济县先民大都是宋元以前，从江西抚州、洪州、江州等地迁徙而来。鄂东沿江上迄光、黄之间，下抵皖西安庆等地，十之八九都是从赣抚平原的鄱阳湖一带迁徙而来。而这些移民的第一母语为赣方言，赣方言的特征在于是上古汉语、中古汉语与近代汉语的多重重叠。因此鄂东皖西地区，方言现象重叠，加之移民在本地形成各自有地方特色的文化和方音，既有不同程度的保留赣方言特征，又有不断向官话演进的趋势。赵元任先生在1948年的《湖北方言调查报告》中认为鄂东方言难于归类，将其归为“楚语”，現代學界将鄂东皖西，包括赣北的九江地区的方言归为江淮方言黄孝片。

## 語言學考證
经过近代的语音演化，从河南信阳到孝感、麻城、红安、黄冈等地（大略相当于宋代淮南西道的光州、黄州地界）受西南官话和江淮方言的影响，更多的吸收了明以来官话的传统。而自浠水县以东，蕲春、黄梅南部、九江、安庆地区（大概相当于宋代蕲州、江州、舒州一带）更多的保留所谓“下江官话”的特点。而广济方言由于广济地处滨江，和江西等地来往密切，且在南宋时期江西移民已经在本地形成一定规模，较好的保留了赣方言的特征。但和今天的南昌话在语音上有很大的不同，保留阴平、阳平、阴上、阳上、阴去1、阴去2、入声七种主要调值。词汇上传统的广济方言几乎完整的保留着明朝前后赣方言的词汇。

## 主要特点
- 语音方面
  - 具有独特的韵母η
  - 有四个鼻音声母，m、n、η、g
  - 有入声字，都带有喉塞音收尾。
  - 调类有七个，平上去入声均有阴阳之分，其中根据刘赜先生研究，阴去有2种调值，阳上同阳去、阴去一。但此种说法不见于1948年赵元任主编的《湖北方言调查报告》，因刘赜先生系广济本籍人士，且系小学家，姑从刘赜先生说。1958年刘赜先生在《武汉大学学报》关于广济方言调类与调值的论文，认为广济调类有九类，调值有七种，分别为：阴平32、阳平21、阴上44、阳上同阳去、阴去一213、阴去二45、阳去11、阴入23、阳入同阳去。
- 语法方面，不少句型的词序与普通话有别。
- 词汇方面，遗留有较多的赣方言词汇，还融汇了很多外来词。

## 典型用法

### 单词
- 母亲——媞（音ii）《说文解字》【卷十二】【女部】媞，諦也。一曰妍黠也。一曰江淮之間謂母曰媞。从女是聲。承旨切
- 父亲——父、爷（音ya）
- 丈夫——老板
- 妻子——妈妈儿
- 女孩——姐儿（zia er 或者jia er）
- 男孩——伢儿
- 外婆----家婆
- 上午——上昼
- 下午——下昼
- 晚上----黑夜 （ha ya）
- 贪心---猴心
- 打架----过业

方言中的古字
- 我-----吾 （音 ngo）
- 你——尔（音 ng）
- 他/她——渠 （音he）
- 杀鸡---缚鸡
- 嬉戏---媱 《方言》卷十：“媱、愓，游也。江沅之间谓戏为媱，或谓之愓，或谓之嬉。
- 晚---晏 音（ngan）
- 倢，《方言》卷一：“虔、懁，慧也。秦谓之谩，晋谓之狸，宋楚之间谓之倢。”
- 㧾，《方言》卷十：“南楚凡相推搏曰㧙，或曰㧾。”《集韵》：“㧾，楚谓击为㧾。”
- 生养----豢 （音kuan）
- 坡---墈（音kuan）《字会》墈,险崖陡峻处.按,黄侃《蕲春语》:"《广韵》去声五十三勘云:'岩岸之下.古绀切.'今吾乡有此语,字作墈,音同《广韵》
- 蹲---跍 （音ku）黄侃《蕲春语》：“今吾乡谓蹲曰跍，亦曰蹲。”
- 窗户--户上 木下 （本字为上户 下木）今吾乡谓凡窗皆kan子，音正同韵。参考 （页面存档备份，存于）
- 骂人--咄 （音duo）
- 找---寻 （音qin）
- 眼珠子转--睩 （音lu） 《唐韻》《集韻》《韻會》《正韻》盧谷切，音鹿。《說文》目睞謹也。《廣韻》視貌。《宋玉·招魂》蛾眉曼睩，目騰光些。《王逸·九思》哀世兮睩睩。　又《集韻》龍玉切，音錄。謹視貌。
- 笑---哂 （音se）
- 站--跂 （音ji）
- 喊--曰 （音yue）
- 猪--豚
- 侮辱--奚 （尤其指乡间童子互相跳马，取其胯下之辱意，因此曰奚）
- 煮东西--炸，《广韵·洽韵》：“炸，汤渫。” 此与赣方言同，乡间以清水煮物曰cha
- 小孩--𤘅，《集韵》平声麻韵牛加切：“𤘅，吴人谓赤子曰孲𤘅。”
- 抓--𢱑，《集韵》上声马韵乌瓦切：“𢱑，吴俗谓手爬物曰𢱑。”《广韵》：“攨，吴人云牵亦为攨。” 此均与赣方言同。
- 拔毛类--挦，《方言》卷一：“挦、攓、摭、挻，取也。南楚曰攓，陈宋之间曰摭，魏鲁扬徐荆衡之郊曰挦。”《集韵》注为“徐廉切”。 此亦与赣方言同，音qian

## 備註
1. ↑  學界有爭議，因江西填湖廣、洪武大移民政策，導致黃孝地區的人口與語言構成紛雜不同，學界有江淮官話黃孝片說、楚語說、西南官話說、贛語說等說法，可參見黃孝片。

## 參看
- 贛方言
- 江淮官話